# Lubin Martin Vandermaesen
Lubin Martin Vandermaesen, né le 11 novembre 1766 à Versailles dans les Yvelines et mort le 1er septembre 1813 à Ascain, dans les Pyrénées-Atlantiques, est un général français de la Révolution et de l’Empire, blessé mortellement à Bera (Vera de Bidasoa).

## Biographie

### Du simple soldat au général de division
En 1782 Vandermaesen est soldat au régiment de Touraine et est promu sergent en 1788, sergent-major en 1790 et lieutenant en 1792. En septembre 1793 il est adjudant-major au 11e bataillon de volontaires du Jura et en devient le lieutenant-colonel en octobre de la même année, et de 1794 à 1797 il sert à l'armée du Rhin. En juin 1794 il passe chef de la 140e demi-brigade de première formation. Blessé au siège de Kehl le 6 janvier 1797, il est affecté à l'armée d'Helvétie l'année suivante puis à l'armée du Danube.
Il est promu le 5 février 1799 général de brigade. Après avoir combattu à Stockach le 25 mars 1799, il est fait prisonnier à Mannheim le 18 septembre suivant. Libéré à la fin de l'année 1800, il reprend du service en 1802, sous le commandement du général Decaen, à l'île de France. Il est élevé au grade de général de division en 1803 et il est fait chevalier de la Légion d'honneur le 25 mars 1804.

### Général de l'Empire
De retour en France après la capitulation de l'île de France en décembre 1810, il est envoyé en Espagne en juin 1811 et y sert sous les ordres du général Caffarelli puis du général Clauzel. Il est blessé mortellement par un tireur d’élite anglais le 1er septembre 1813 à Bera (Vera de Bidasoa) lors de la prise du pont San Miguel.

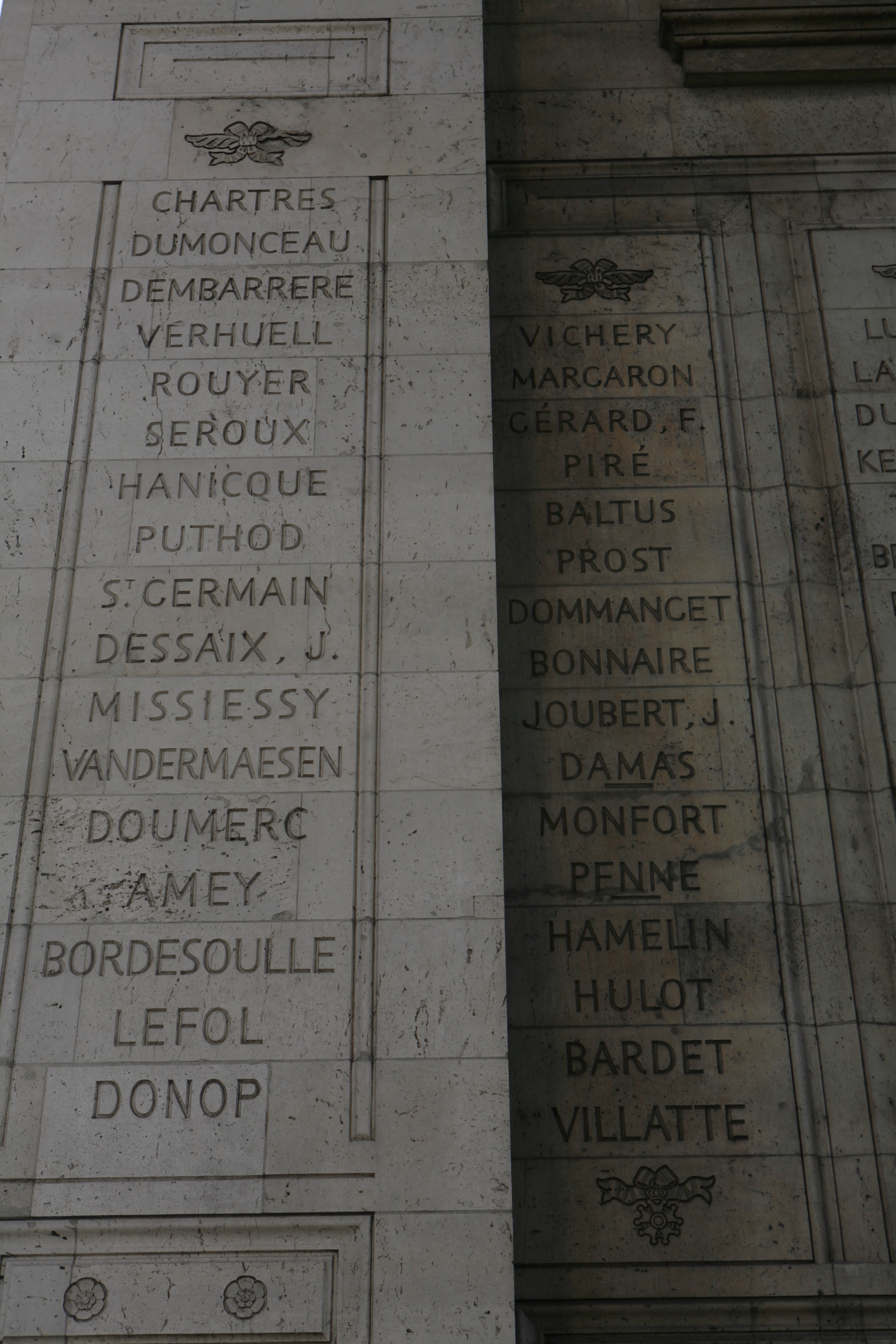
Noms gravés sous l'arc de triomphe de l'Étoile : pilier Ouest, 1re et 2e colonnes.

## Distinctions
Il fait partie des 660 personnalités à avoir son nom gravé sous l'arc de triomphe de l'Étoile. Il apparaît sur la 1re colonne (l’arc indique VANDERMAESEN).

## Sources
- « Cote LH/2672/24 », base Léonore, ministère français de la Culture